# Postioma
Postioma is een plaats (frazione) in de Italiaanse gemeente Paese.